# Pinus coulteri
Pinus coulteri är en tallväxtart som beskrevs av David Don. Pinus coulteri ingår i släktet tallar, och familjen tallväxter. IUCN kategoriserar arten globalt som livskraftig. Inga underarter finns listade i Catalogue of Life.

## Bildgalleri

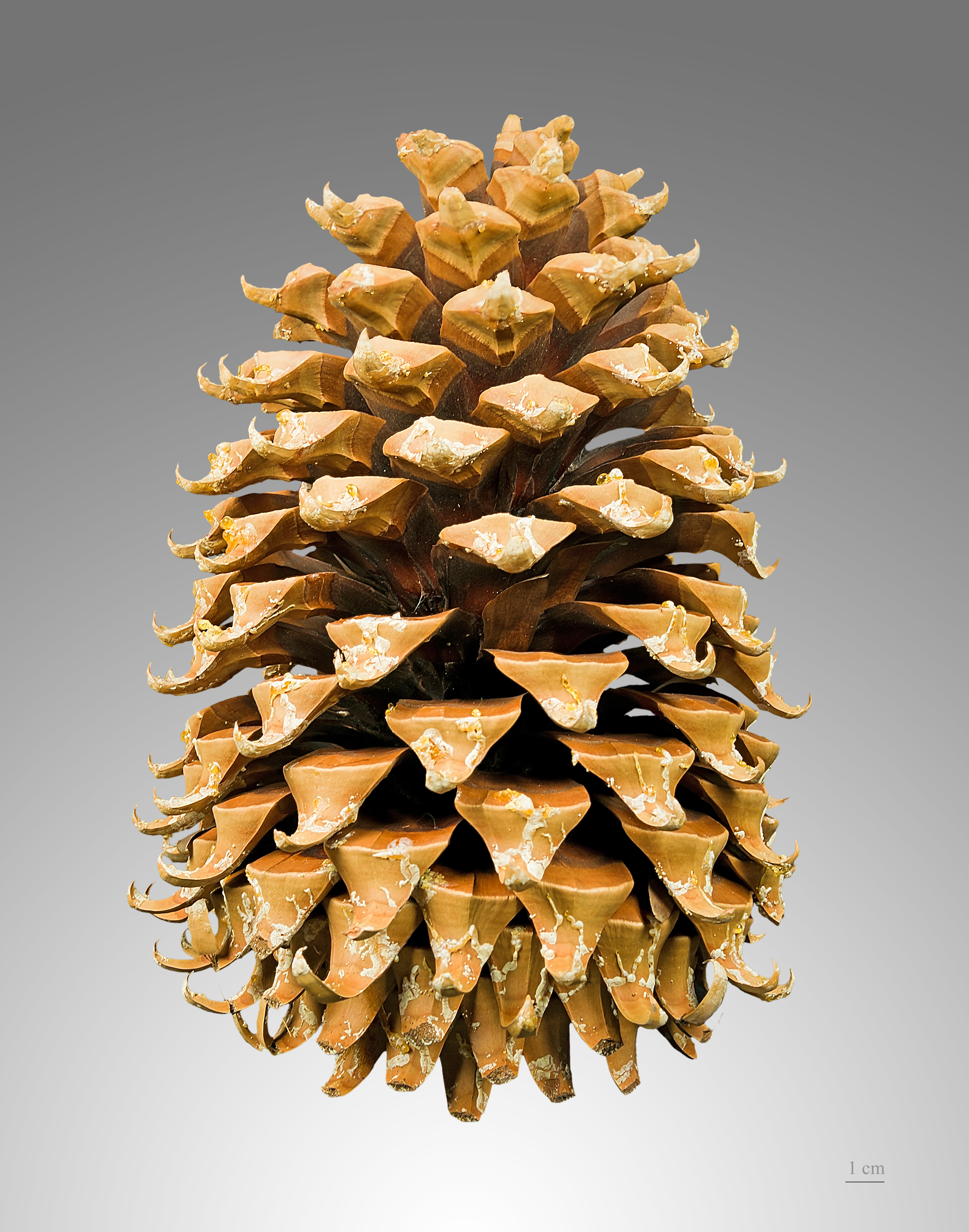
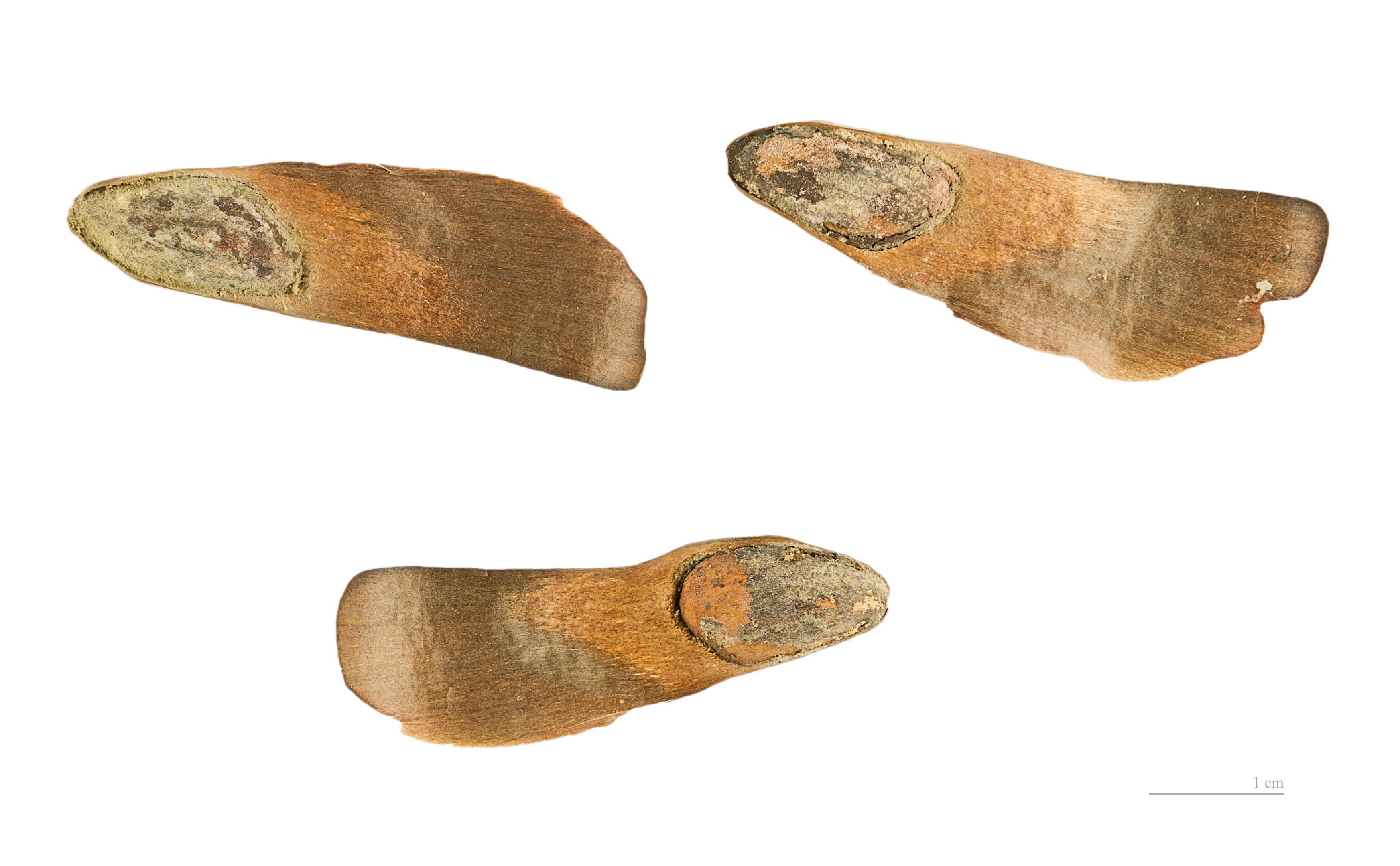
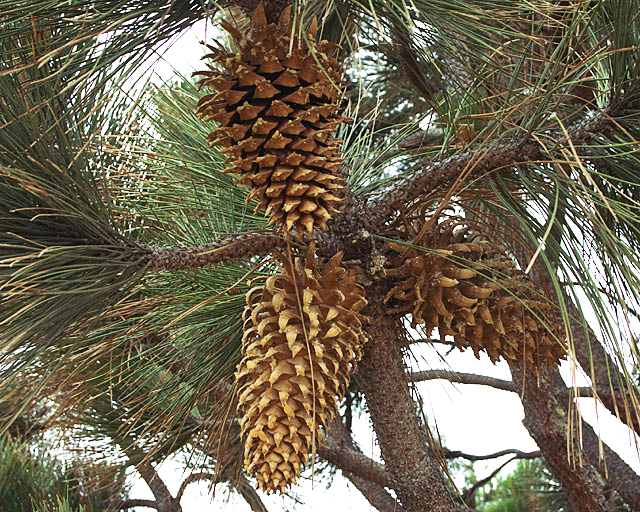
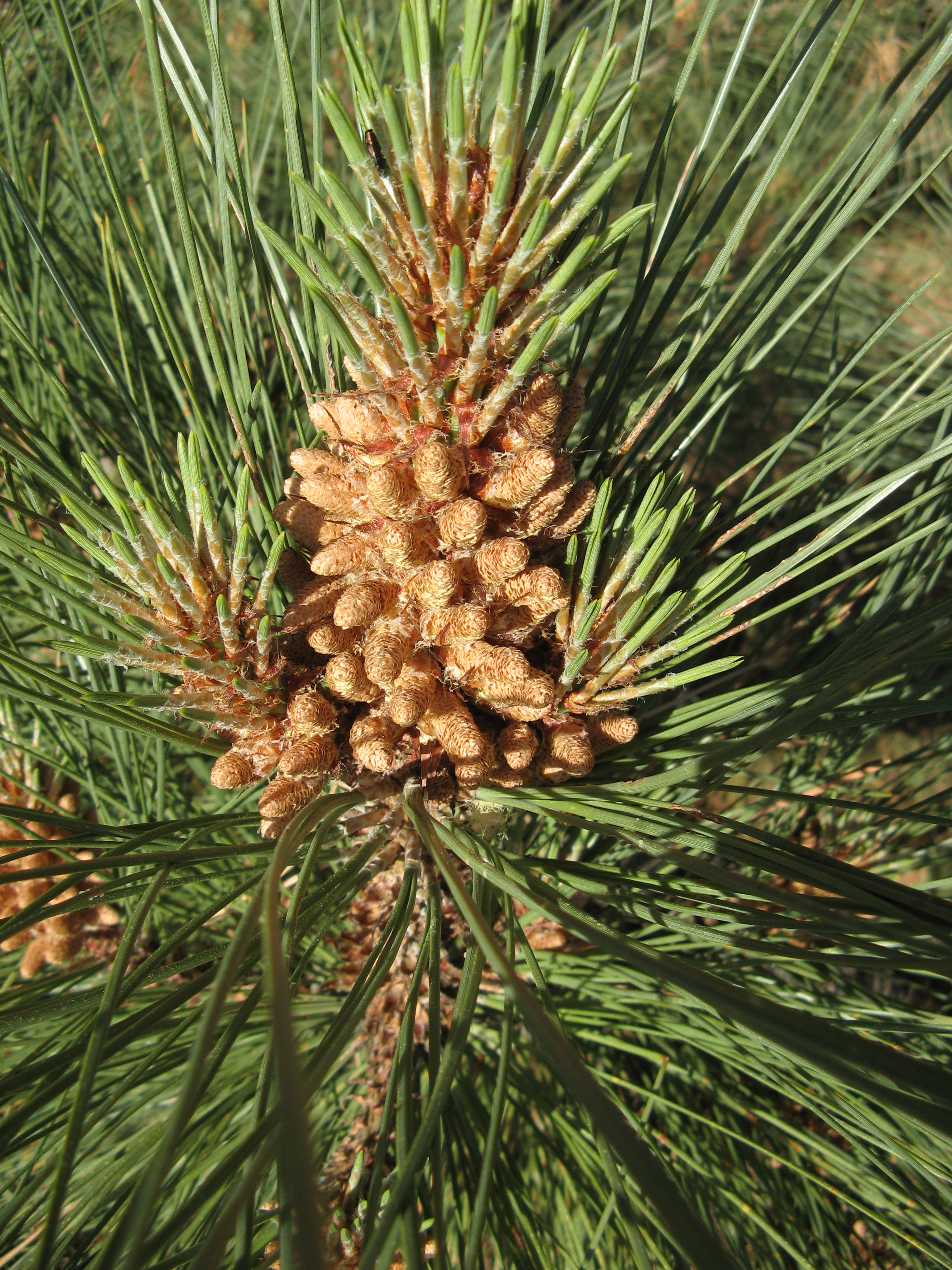
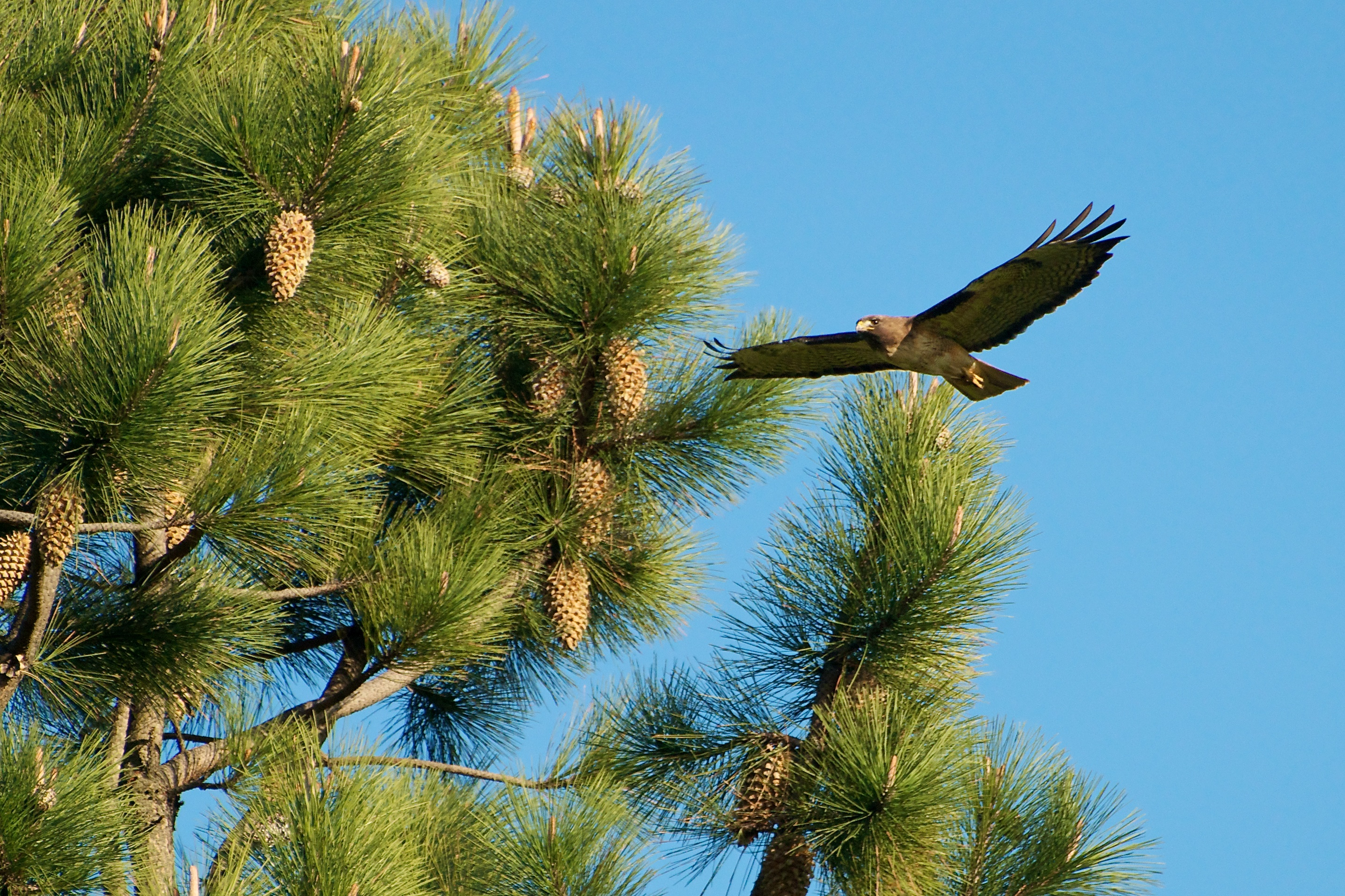
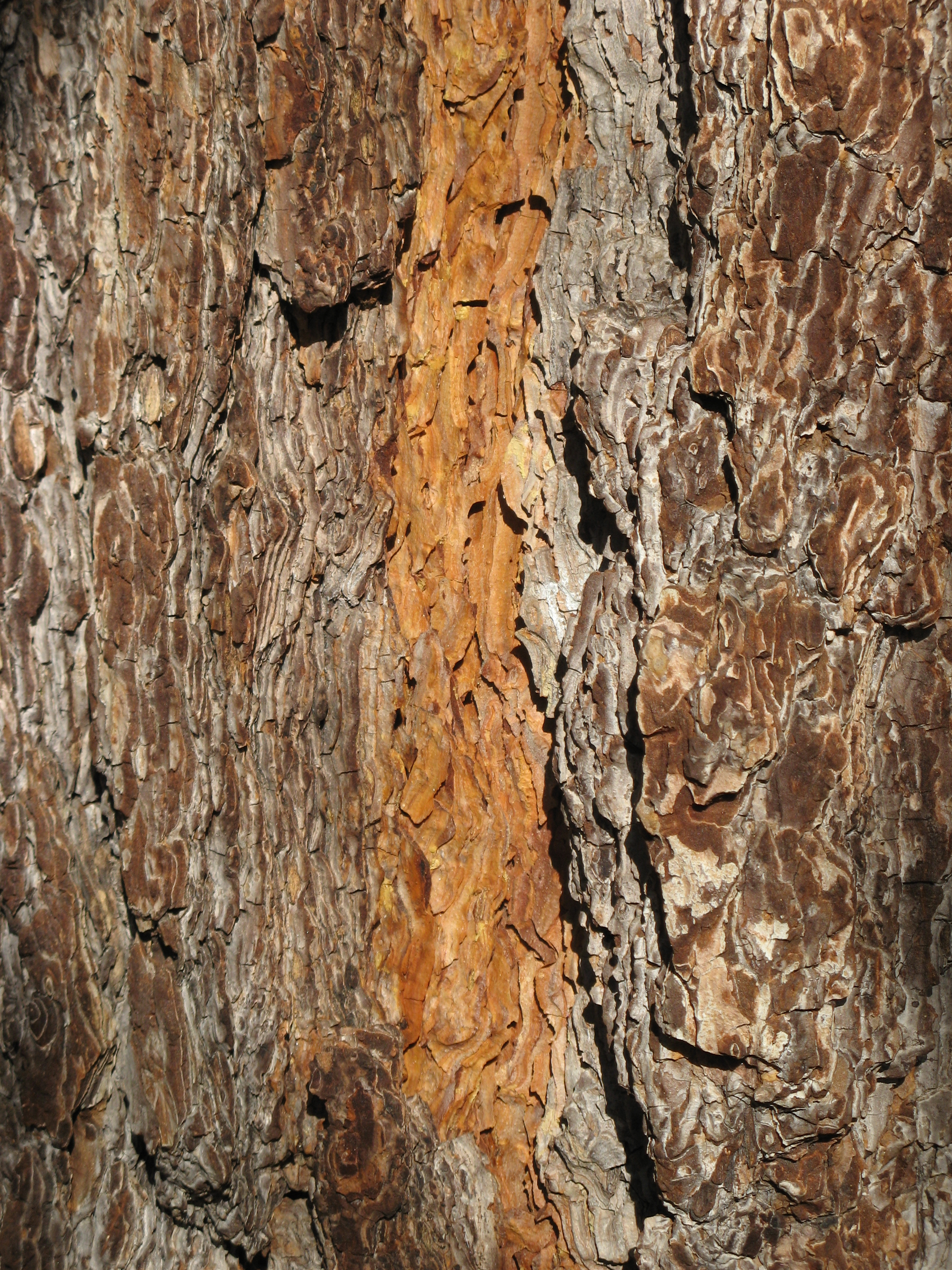